# Théodéric d'Abensberg
Théodéric d'Abensberg (mort le 5 novembre 1383) est le trente-sixième évêque de Ratisbonne et prince-évêque de la principauté épiscopale de Ratisbonne de 1381 à sa mort.

## Biographie
Theoderich von Abensberg était le fils du comte Ulrich III de la famille comtale d'Abensberg (de).
On le cite après 1360 comme curé de Gaubitsch. Il est prévôt de la cathédrale de Bamberg en 1370, chanoine à Ratisbonne et est l'un des cofondateurs de la collégiale de Neuessing (de). En 1380, il est prêtre de la paroisse d'Abensberg.
Il réussit à réunir les moyens financiers pour libérer des engagements, dont Donaustauf. En 1382, il installe l'abbé Ruger de Weltenbourg dans l'abbaye de Prüfening, qui est dans un état délabré.
Il utilise aussi sa richesse privée et celle de ses frères pour racheter le château de Donaustauf, mais en raison de la participation familiale, il refuse de léguer le château au chapitre de la cathédrale ou à l'évêché sans faire de concessions. Les chanoines, de leur côté, refusent de lui rendre visite sur son lit de mort ou de lui faire célébrer des funérailles. Sa pierre tombale se trouvait à l'origine derrière le maître-autel de la cathédrale de Ratisbonne.